# Aszot Etmekdżyjan
Aszot Arutiunowicz Etmekdżyjan (ros. Ашот Арутюнович Этмекджиян, ur. 22 marca 1911, zm. 1 października 1991) – radziecki polityk, I zastępca przewodniczącego Państwowej Komisji Planowania ZSRR (1962).
Ormianin, od 1927 pracował w truście w Taganrogu, od 1930 uczył się w technikum budowlanym w Rostowie nad Donem, od 1932 szef działu trustu "Siewkawtiażstroj" w Rostowie nad Donem, 1934-1936 służył w Armii Czerwonej, następnie główny inżynier i szef zarządu budowlanego trustu w Rostowie nad Donem. Od czerwca 1939 w WKP(b), 1941 zaocznie ukończył Moskiewski Instytut Budownictwa Inżynieryjno-Komunalnego, 1941 szef zarządu budownictwa obronnego nr 495 armii saperskiej Frontu Południowego, Południowo-Zachodniego i Stalingradzkiego, od 1942 szef zarządu i zarządca trustu w Rostowie nad Donem i jednocześnie pełnomocnik Ludowego Komisariatu Budownictwa ZSRR w Rostowie nad Donem, od 1946 szef Gławwostokjugstroja, później Gławjugstroja Ministerstwa Budownictwa ZSRR. Od 1951 zastępca ministra budownictwa ZSRR, od 1952 szef Głównego Zarządu Budowy Wysokich Budynków w Moskwie, od 1954 I zastępca szefa Gławmosstroja, od 1958 szef Głównego Zarządu Przemysłu Materiałów Budowlanych przy Moskiewskim Miejskim Komitecie Wykonawczym, od czerwca 1962 I zastępca przewodniczącego Państwowej Komisji Planowania (Gospłanu) ZSRR - minister ZSRR, od marca 1963 I zastępca przewodniczącego Gosstroja ZSRR, jednocześnie od marca 1963 do października 1965 przewodniczący Komisji KC KPZR i Rady Ministrów ZSRR ds. Budownictwa Przedsiębiorstw Nawozów Mineralnych i Surowca dla Nich - minister ZSRR, od 1969 zastępca szefa Gławmosstroja, od czerwca 1973 na emeryturze. Pochowany na Cmentarzu Wwiedieńskim w Moskwie.

## Odznaczenia i nagrody
- Order Lenina
- Order Wojny Ojczyźnianej I klasy
- Order Czerwonego Sztandaru Pracy (trzykrotnie)
- Order Czerwonej Gwiazdy
- Nagroda Leninowska (1959)
- Nagroda Państwowa ZSRR (1950)